# Charles Ruggles
Charles Sherman Ruggles (Los Angeles, 8 febbraio 1886 – Los Angeles, 23 dicembre 1970) è stato un attore statunitense.

## Biografia
Fratello maggiore del regista Wesley Ruggles, studiò medicina ma abbandonò la carriera medica per intraprendere quella di attore, debuttando nel 1905 sul palcoscenico. Nel febbraio 1914 fece il suo debutto a Broadway in Help Wanted, una produzione di Oliver Morosco. L'anno seguente, girò il suo primo film, iniziando una carriera che sarebbe durata fino agli anni sessanta, lavorando negli ultimi anni anche per la televisione.

## Filmografia parziale

### Cinema
- The Patchwork Girl of Oz, regia di J. Farrell MacDonald (1914)
- Hushing the Scandal, regia di Mack Sennett (1915)
- The Majesty of the Law, regia di Julia Crawford Ivers (1915)
- Peer Gynt, regia di Oscar Apfel e Raoul Walsh (1915)
- The Lady Lies, regia di Hobart Henley (1929)
- Her Wedding Night, regia di Frank Tuttle (1930)
- L'allegro tenente (The Smiling Lieutenant), regia di Ernst Lubitsch (1931)
- Honor Among Lovers, regia di Dorothy Arzner (1931)
- Un'ora d'amore (One Hour with You), regia di Ernst Lubitsch (1932)
- Amami stanotte (Love Me Tonight), regia di Rouben Mamoulian (1932)
- Mancia competente (Trouble in Paradise), regia di Ernst Lubitsch (1932)
- Se avessi un milione (If I Had a Million), regia di James Cruze, H. Bruce Humberstone (1932)
- Non più signore (No More Ladies), regia di Edward H. Griffith (1935)
- Anything Goes, regia di Lewis Milestone (1936)
- Susanna! (Bringing Up Baby), regia di Howard Hawks (1938)
- Servizio di lusso (Service de Luxe), regia di Rowland V. Lee (1938)
- Balalaika, regia di Reinhold Schünzel (1939)
- Night Work, regia di George Archainbaud (1939)
- The Farmer's Daughter, regia di James P. Hogan (1940)
- La donna invisibile (The Invisible Woman), regia di A. Edward Sutherland (1940)
- Non è tempo di commedia (No Time for Comedy), regia di William Keighley (1940)
- The Parson of Panamint, regia di William C. McGann (1941)
- Una moglie modello (Model Wife), regia di Leigh Jason (1941)
- Amichevole rivalità (Friendly Enemies), regia di Allan Dwan (1942)
- Our Hearts Were Young and Gay, regia di Lewis Allen (1944)
- Ragazze indiavolate (The Doughgirls), regia di James V. Kern (1944)
- Bionda incendiaria (Incendiary Blonde), regia di George Marshall (1945)
- L'anima e il volto (A Stolen Life), regia di Curtis Bernhardt (1946)
- L'ultimo orizzonte (Gallant Journey), regia di William A. Wellman (1946)
- Un matrimonio ideale (The Perfect Marriage), regia di Lewis Allen (1947)
- Mio fratello parla con i cavalli (My Brother Talks to Horses), regia di Fred Zinnemann (1947)
- La donna di fuoco (Ramrod), regia di André De Toth (1947)
- Accadde nella Quinta Strada (It Happened on Fifth Avenue), regia di Roy Del Ruth (1947)
- L'amabile ingenua (The Lovable Cheat), regia di Richard Oswald (1949)
- La vita a passo di danza (Look for the Silver Lining), regia di David Butler (1949)
- Una notte movimentata (All in a Night's Work), regia di Joseph Anthony (1961)
- Il piacere della sua compagnia (The Pleasure of His Company), regia di George Seaton (1961)
- Il cow-boy col velo da sposa (The Parent Trap), regia di David Swift (1961)
- Professore a tuttogas (Son of Flubber), regia di Robert Stevenson (1963)
- Quella strana condizione di papà (Papa's Delicate Condition), regia di George Marshall (1963)
- Vorrei non essere ricca! (I'd Rather Be Rich), regia di Jack Smight (1964)
- I ragazzi di Camp Siddons (Follow Me, Boys!), regia di Norman Tokar (1966)
- 4 bassotti per 1 danese (The Ugly Dachshund), regia di Norman Tokar (1966)

### Televisione
- The Ruggles – serie TV, 137 episodi (1949-1952)
- Conflict – serie TV, episodi 1x06-1x09 (1956-1957)
- Climax! – serie TV, episodio 3x21 (1957)
- Papà ha ragione (Father Knows Best) – serie TV, episodio 6x22 (1960)
- The Best of the Post – serie TV, episodio 1x03 (1960)
- Goodyear Theatre – serie TV, episodio 3x17 (1960)
- Follow the Sun – serie TV, episodio 1x03 (1961)
- The Dick Powell Show – serie TV, episodi 2x11-2x29 (1962-1963)
- Vacation Playhouse – serie TV, episodio 1x01 (1963)
- Ben Casey – serie TV, episodio 3x18 (1964)
- My Living Doll – serie TV, episodio 1x14 (1964)
- La legge di Burke (Burke's Law) – serie TV, episodi 1x11-2x08-2x11 (1963-1964)
- Bonanza – serie TV, episodio 8x02 (1966)
- The Danny Thomas Hour – serie TV, episodio 1x18 (1968)

## Doppiatori italiani
- Lauro Gazzolo in Un colpo di vento, Un matrimonio ideale, Una notte movimentata, Il piacere della sua compagnia, Professore a tuttogas
- Stefano Sibaldi in Se avessi un milione (riedizione), La donna invisibile
- Gino Baghetti in 4 bassotti per 1 danese, I ragazzi di Camp Siddons
- Aldo Silvani in La donna di fuoco
- Amilcare Pettinelli in L'anima e il volto
- Giulio Panicali in Il cowboy col velo da sposa
- Oreste Lionello in Amami stanotte (ridoppiaggio TV)
- Antonio Guidi in Mancia competente (ridoppiaggio TV)
- Nino Bonanni in Susanna! (ridoppiaggio TV)

## Spettacoli teatrali
- Help Wanted
- Rolling Stones
- Canary Cottage
- The Passing Show of 1918
- Tumble In
- The Girl in the Limousine
- Ladies' Night, di Avery Hopwood e Charlton Andrews (Broadway, 9 agosto 1920)
- The Demi-Virgin
- Battling Buttler
- Queen High
- Rainbow
- Spring is Here
- The Pleasure of His Company
- The Captains and the Kings
- Roar Like a Dove